# 秋日記
秋日記（あきにっき）は、1977年9月24日から同年12月24日まで、日本テレビ系列の『土曜グランド劇場』の枠で放送されたテレビドラマ。全14話。

## 概要・内容
ヒロイン・速水可津子は、東京・墨田区にある洋食店「銀河鉄道」の主人で未亡人。トランペット演奏が好きで、亡き夫が結成したブラスバンド「曳舟マーチング・ブギバンド」の活動にも熱中している。ある日、速水家に弟の次郎が久々に戻り、次郎は一通の手紙を持ってきた。手紙は母親と別居している男の子・健へのもので、健の妹・麻里から頼まれてのものだった。これがもとで可津子は健と出会い、交流を深めるうちに、健の父でバンドマンの朝田昭吾と知り合う。可津子と昭吾の恋の行方と冒険は、昭吾の妻と娘の居るデンマークへと向かう。
第4話から第7話までは、デンマークロケで行われた。また本作は、1976年放送の『二丁目の未亡人は、やせダンプといわれる凄い子連れママ』の姉妹編とも紹介されている。なお、『二丁目の - 』では、浅丘ルリ子と原田芳雄は姉弟役を演じていた。 

## キャスト
- 速水可津子：浅丘ルリ子
- 朝田昭吾：原田芳雄
- 朝田健：伊藤洋一
- 次郎：原田大二郎 - 可津子の弟で、航空会社のコペンハーゲン駐在員。
- 八千代：長谷直美
- 朝田麻里：浅香ルリ子（子役）
- 朝田弘子：宇津宮雅代 - 昭吾の妻
- かおる：多岐川裕美 - 弘子の妹
- 速水鉄平：佐野周二 - 可津子の義父（亡き夫の父）
- はな：加藤治子 - 可津子の実家の質屋「えびすや」の女将
- えびすやの番頭：小鹿番
- 岡野哲夫：小坂一也 - 昭吾の親友
- 松乃：赤木春恵 - 鉄平の妹
- おとき：加藤登紀子 - 第10話、第11話ゲスト

## スタッフ
- プロデューサー：早川恒夫
- 脚本：清水邦夫
- 演出：石橋冠
- 音楽：坂田晃一
- 制作：日本テレビ

## 主題歌・挿入歌
主題歌
- 加藤登紀子『水のように』（作詞：清水邦夫、作曲・編曲：坂田晃一）
- 岸本大助『裸足のあいつ』（作詞：万里村ゆき子、作曲・編曲：坂田晃一）

挿入歌
- 岸本大助『もうひとつの時間』（作詞：万里村ゆき子、作曲・編曲：坂田晃一）

## サブタイトル
1. 1977年9月24日 「午後のあんちきしょう」
2. 1977年10月1日 「はしたなくても私は」
3. 1977年10月8日 「或る日突然に」
4. 1977年10月15日 「別れ、再会、デンマーク」
5. 1977年10月22日 「子連れ男とのさすらい」
6. 1977年10月29日 「父さんはボクを捨てた」
7. 1977年11月5日 「あなたはやはり他人です」
8. 1977年11月12日 「未亡人の異常な立場」
9. 1977年11月19日 「三回忌の刺激的な出来事」
10. 1977年11月26日 「はじめての甘い夜」
11. 1977年12月3日 「嫁の不審な行動」
12. 1977年12月10日 「大喧嘩はプロポーズの席で」
13. 1977年12月17日 「婚約の日に不吉な電話」
14. 1977年12月24日 「さよならの明日」